# Mierzączka
Mierzączka es un pueblo de Polonia, en Mazovia. Se encuentra en el distrito (Gmina) de Górzno, perteneciente al condado (Powiat) de Garwolin. Se encuentra aproximadamente a 3 km al noroeste de Górzno, 6 km al sureste de Garwolin, y a 62 km al sureste de Varsovia. 
Entre 1975 y 1998 perteneció al voivodato de Siedlce.